# Česká Olešná (zámek)
Česká Olešná je empírový zámek v Jihočeském kraji přibližně tři kilometry severně od obce Strmilov v okrese Jindřichův Hradec. V současné době (červen 2015) je zámek v soukromých rukou a není přístupný veřejnosti. Od roku 1963 je chráněn jako kulturní památka. Jedná se zároveň o vůbec nejzápadnější moravský zámek.

## Historie
První zmínky o vesnici jsou z roku 1349. Ve druhé polovině patnáctého století je ve vsi doložena tvrz, ale nevíme, zda se dochovala až do počátku devatenáctého století. Roku 1810 koupil Českou Olešnou francouzský emigrant Josef Laboriette de Saisao, který přestavěl tehdejší renesanční zámek do empírové podoby, zámek si však i přesto uchoval renesanční ráz. Laboriette navíc přistavěl jedno patro zámku, nárožní věž a založil zámecký park.
Roku 1892 koupil zámek společně s velkostatkem měšťan a továrník Karel Brdlík. V roce 1948 byl zámek i velkostatek znárodněn, pozemky rozparcelovány a rozděleny. V padesátých letech dvacátého století proběhla v České Olešné kolektivizace a polnosti, rybníky a lesy přešly pod státní správu. V zámku nejprve sídlila Správa státních statků a ta zde později zřídila internát pro ošetřovatelky dojnic a ubytovnu pro pracovníky lesů.
Až do roku 1955 budova zámku chátrala, než bylo rozhodnuto o přestavbě na Domov důchodců. Ten byl zrušen roku 1967, kdy v něm byl zřízen ústav sociální péče. Po roce 1989 byl majetek vrácen a roku 1995 se zámek opět dostal do rukou inženýra Brdlíka. I přes snahu o zachování dosavadního využití zámku se roku 2000 ústav sociální péče z budovy vystěhoval. V posledních letech zde sídlí dřevozpracující firma.
Po roce 2000 je zámek v dobrém stavu. Majitelé zámek udržují a využívají ho jako kanceláře pro dřevozpracující firmu. K zámku patří i 420 hektarů půdy, které již zmíněná firma využívá. Část areálu zámku má pronajatý velkostatek Česká Olešná.

## Architektura
Zámek Česká Olešná tvoří pětiboká stavba s nádvořím taktéž pětibokého půdorysu. Kromě dvou hlavních křídel zámku je budova přízemní, reprezentativní křídla jsou patrová. Na hraně ohybu hlavních křídel je umístěna nárožní hranolovitá věž s helmicovou střechou. Zámek je v celé ploše zastřešen mansardovou střechou. Jako střešní krytina je zde použit eternit a plech. Do dnešních dnů se zachovala empírová úprava fasády, která sjednotila její podobu po velkolepé přestavbě, která byla provedena po roce 1810, kdy zámek koupil francouzský šlechtic Josef Laboriette de Saisao. Během této přestavby byl tehdy renesanční zámek zvýšen o jedno poschodí a jednotně zastřešen mansardovou střechou.
Fasáda východního křídla je vertikálně rozdělena středovou římsou. V přízemí je umístěna brána do průjezdu se zdobeným portálem. Prostor průjezdu je v současné době neprůjezdný, protože byl ve druhé polovině dvacátého století upraven do podoby kuchyně. Dále tu najdeme hlavní vstup do budovy, který je přístupný po dvouramenném schodišti z předzahrádky. V přízemí můžeme nad okny najít volutový fronton. V patře je třináct oken s trojúhelníkovým empírovým frontonem. Na nároží zámku stojí hranolovitá věž s helmicovou střechou. V přízemí hranolovité věže byla dříve umístěna kaple. Věž zdobí ze tří stran hodiny.
Fasáda jižního křídla je velice podobná východní fasádě. V přízemí byl dříve situován vstup do zahrady, který byl v druhé polovině dvacátého století zazděn. Přízemí zdobí půlkruhové frontony. Uprostřed patra byla dříve umístěna veranda, která byla ve stejné době zrušena a její velká okna byla zmenšena. Nad všemi třinácti okny v patře je trojúhelníkový empírový fronton.
Součástí zámku byl velký dvůr a další hospodářské budovy. Mezi ně patřil například pivovar, lihovar, konírna, stáje, kovárna, truhlárna, chlévy, seníky, sýpka či ledárna. Na budově sýpky v zámeckém areálu stojí latinský nápis:
RESTAVRATOR

HANS DOMINITOS COMES

LABORIETTE

HOCTO VILEEDIFICRD NISS

MO. DOM 1822

Na starých chlévech se nachází erb rodiny de Saisao.

## Zajímavosti
Josef hrabě Trauttmansdorf, rastr červených husarů, muž velké postavy, zlého pohledu, nastěhovav se do České Olešné, žil velmi prostopášně. Radovánky byly na denním pořádku, hostů plný zámek. Nejzajímavější z nich byl ženatý zchudlý baron Franz Bittov von Leo, s jehož manželkou svobodný hrabě Trauttmansdorf žil v poměru důvěrném a to ne bez následků. Stupnivše svou prostopášnost oddával se hrabě chlípnosti a bezuzdnosti tou měrou, že zabitím vyhrožoval tomu, kdo by mu z poddaných služebníků nedal dceru, na niž si myslel. Životem takovým a zvláště vydržováním rodiny barona Leo, kteráž se zatím navždy v zámku uhostila, promarnil hrabě Trauttmansdorf spoustu peněz, jež mu zasílala jeho matka, dvorní palácová dáma. Když však tato, zbavivši se panství a nakoupivši za ně domy ve Vídni, potřeby svého syna více krýti nechtěla, odhodlal se týž prodati Českou Olešnou, aby nabytými penězi dále hýřit mohl. Než stalo se jinak. První den prodal Českou Olešnou panu Karlu Lenetovi, bývalému správci vesnického velkostatku za 145 000 zlatých. Druhý den se hrabě Trauttmansdorf, poslední potomek rodu, ve věku 60 let ve Vídni zastřelil.
Až do roku 1952 byly na zámku obrazy poprsí členů rodu Trautmansdorforů v životní velikosti. Bohužel není známo, co se s obrazy stalo.
15. prosince 1954 Státní památkový úřad oznamuje, že při kontrole zámku dne 30. 11. téhož roku bylo zjištěno, že statky v pokojích na parketách suší řepku olejku ve vrstvě 10–15 cm.